# Apatzingán
Apatzingán de la Constitución is een stad in de Mexicaanse staat Michoacán. De plaats heeft 93.180 inwoners (census 2005) en is de hoofdplaats van de gemeente Apatzingán.
De stad is de zetel van het rooms-katholieke bisdom Apatzingán.
In 1813 liet de onafhankelijkheidsstrijder José María Morelos hier de grondwet van Apatzingán uitvaardigden, de eerste grondwet van Mexico. Door de onafhankelijkheidsoorlog kon deze echter nooit effectief worden. De laatste jaren is Apatzingán in de greep geraakt van drugsgeweld.